# Каризо (Аризона)
Каризо (енгл. Carrizo) насељено је место без административног статуса у америчкој савезној држави Аризона.

## Демографија
По попису из 2010. године број становника је 127.
| Група             | 2000.    | 2010.    |
| Белци             | 0 (0,0%) | 2 (1,6%) |
| Афроамериканци    | 0 (0,0%) | 0 (0,0%) |
| Азијати           | 0 (0,0%) | 0 (0,0%) |
| Хиспаноамериканци | 0 (0,0%) | 1 (0,8%) |
| Укупно            | 0        | 127      |